# Марія Тереза Французька
Марія Тереза Шарлотта Французька (фр. Marie Thérèse Charlotte de France; нар. 19 грудня 1778, Версаль, Франція — пом. 19 жовтня 1851, Фросдорф, Австрія) — Madame Royale (старша дочка короля), герцогиня Ангулемська. Дочка короля Людовика XVI і Марії-Антуанетти . Остання дофіна Франції. Повне ім'я використовувалося для підпису, а повсякденним було Шарлотта.

## Життєпис
Марія Тереза була першою дитиною і старшою донькою Людовика XVI та Марії-Антуанетти. Принцеса була названа на честь бабусі по материнській лінії — імператриці Марії Терезії. Старша донька короля носила титули Madame Royale і Madame fille du roi.

### Під часФранцузької революції
У 1789 році разом з батьками та молодшим братом, Марії Терезі довелося перенести примусовий переїзд з Версаля до Парижу, під домашній арешт в Тюїльрі. Після повстання 10 серпня 1792 року королівська сім'я була поміщена до Тамплю. Там вона провела свою юність, і лише 19 грудня 1795 року, у віці сімнадцяти років, її випустили на свободу. Марія Тереза була звільнена в обмін на французьких військовополонених (серед яких був майбутній генерал і прем'єр-міністр Франції Юг Маре, герцог де Бассано), за умови, що вона покине територію Франції. Про страту батька і матері (1793) і про смерть молодшого брата Людовика XVII, який помер там же в Тамплі, вона дізналася лише в липні 1795 року.

### Весілля

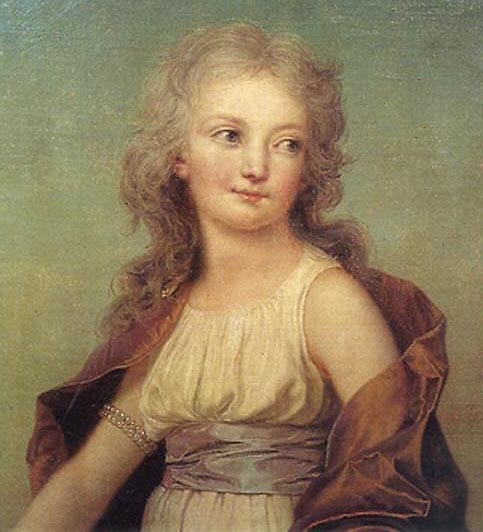
Марія Тереза Шарлотта в дитинстві

Марія Тереза виїхала з Франції до Відня до родичів матері; в цей час там царював її двоюрідний брат Франц II. Потім вона переїхала в Мітаву, де жив дядько Людовик XVIII, граф Прованський.
У 1799 році в Єлгаві, на території Російської імперії, вона вийшла заміж за свого двоюрідного брата Людовика, герцога Ангулемського, старшого сина графа д'Артуа. Їх шлюб був бездітним, причому провину за це покладають на чоловіка. До 1814 року сім'я жила у Великій Британії.

### Після Реставрації

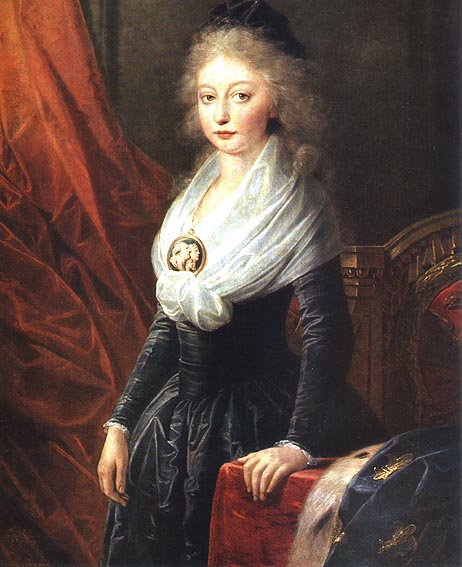
Марія Тереза Французька у 1796 році

Повернувшись до Франції в 1814 році під час реставрації Бурбонів, Марія Тереза завзято захищала монархію і права династії, що дозволило Наполеону сказати про неї: «вона була єдиним чоловіком в сім'ї Бурбонів». Коли її дядько (і одночасно свекор) зійшов на престол як Карл X, Марія Тереза отримала титул дофіни Франції (1824).
Під час Реставрації «тампльська сирота» вважалася символом страждання, чесноти і правовірного легитимізму; вона викликала повагу навіть у старших опонентів Бурбонів.
Липнева революція 1830 року спричинила за собою зречення Карла X, який зажадав зречення від свого старшого сина, герцога Ангулемського. Останній підписав зречення неохоче через 20 хвилин, тож з формальної точки зору він ці 20 хвилин царював як Людовік XIX.
Королівська сім'я знову була змушена емігрувати. У вигнанні чоловік та дружина носили титул графа і графині де Марн. Дофіна виховувала свого племінника герцога Бордоського (графа де Шамбора), останнього зі старших Бурбонів.
Смерть Карла X у 1836 році зробила Марію Терезу королевою Франції в очах легітимізмів.
Її чоловік помер 3 червня 1844 року, а вона, переживши його у сім років, 19 жовтня 1851 року в Фросдорфі поблизу Відня. Вони поховані в монастирі Костаньєвіца, в Нова Гориці (нині Словенія).

## В кіно
- «Марія-Антуанетта» (1938) — актриса Мерлін Ноулден[en]